# DAMAC Heights
DAMAC Heights je projekt supervysokého mrakodrapu, jenž má stát v Dubaji, ve čtvrti Dubai Marina. Původně pojmenovaný Ocean Heights 2 coby druhý mrakodrop Damac Properties po prvním mrakodrapu Ocean Heights, taktéž situovaném v Dubai Marina, ale později byl přejmenován podle jeho developera. Mrakodrap má být vysoký 420 m (což je, pro srovnání, o 3 m výše než budovy někdejšího newyorského WTC) a má shora shlížet na Palm Jumeirah skupiny Jumeirah Group. Plocha v jejích plánovaných 85 patrech má sloužit k obytným účelům.

### Externí text
- Oficiální stránka
- Popis stavby s dodatečnými informacemi a fotografiemi